# Saskatchewan Highway 918
Highway 918 je silnice v kanadské provincii Saskatchewanu. Od silnice Highway 165 se odpojuje nedaleko La Plonge a vede od ní do Patuanaku. Je asi 92 km (57 mil) dlouhá.